# Jowhar
Jowhar ou Jawhar (en arabe : جوهر, ب  et anciennement : Villaggio Duca degli Abruzzi) est la capitale de la région de Shabeellaha Dhexe et de l'État d'Hirshabelle en Somalie.
La ville est située à 90 kilomètres au nord de la capitale, Mogadiscio. 

## Histoire
Le 9 décembre 2012, l’armée gouvernementale somalienne et la mission de l'Union africaine en Somalie ont pris le contrôle de la ville auparavant aux mains des Al-Shabbaab.

## Personnalités liées
- Ali Mahdi Mohamed (1939-2021), homme d'État somalien.